# Federació Riojana de Futbol
La Federació Riojana de Futbol (castellà: Federación Riojana de Fútbol; FRF ) és l'associació de futbol responsable de totes les competicions de qualsevol modalitat de futbol desenvolupada a La Rioja. Està integrada a la Reial Federació Espanyola de Futbol i té la seu a Logronyo.

## Competicions
- Masculina
  - Tercera Divisió (Grup 16)
  - Regional Preferent (1 grup)
- Juvenil
  - Lliga Nacional Juvenil Grup V
  - Divisions Regionals
- Femenina
  - Divisions Regionals
- Llista de federacions autonòmiques espanyoles de futbol